# 70-річчя Дніпровської ГЕС (монета)
«70-рі́ччя Дніпро́вської ГЕС» — ювілейна біметалева монета номіналом 5 гривень, випущена Національним банком України, присвячена 70-річчю введення в експлуатацію першої і найбільшої гідроелектростанції Дніпровського каскаду (м. Запоріжжя), побудованої у 1927—1932 роках. Проведене в рекордно короткі строки будівництво первістка української енергетики мало велике значення для розвитку металургійної промисловості, машинобудування та сільського господарства східної та південної України.
Монету введено в обіг 2 жовтня 2002 року. Вона належить до серії «Інші монети».

## Опис монети та характеристики
| Номінал грн. | Метал                   | Маса, г | Діаметр, мм | Якість виготовлення | Гурт                 | Тираж, штук |
| ------------ | ----------------------- | ------- | ----------- | ------------------- | -------------------- | ----------- |
| 5            | нікелевий сплав, нордік | 9,4     | 28,0        | звичайна            | секторальне рифлення | 30 000      |

### Аверс
На аверсі монети у внутрішньому колі зображено турбіну з аркою машинного залу ГЕС, малий Державний Герб України, рік випуску монети «2002» та логотип Монетного двору Національного банку України. У зовнішньому колі розміщено кругові написи: «УКРАЇНА», «5 ГРИВЕНЬ».

### Реверс

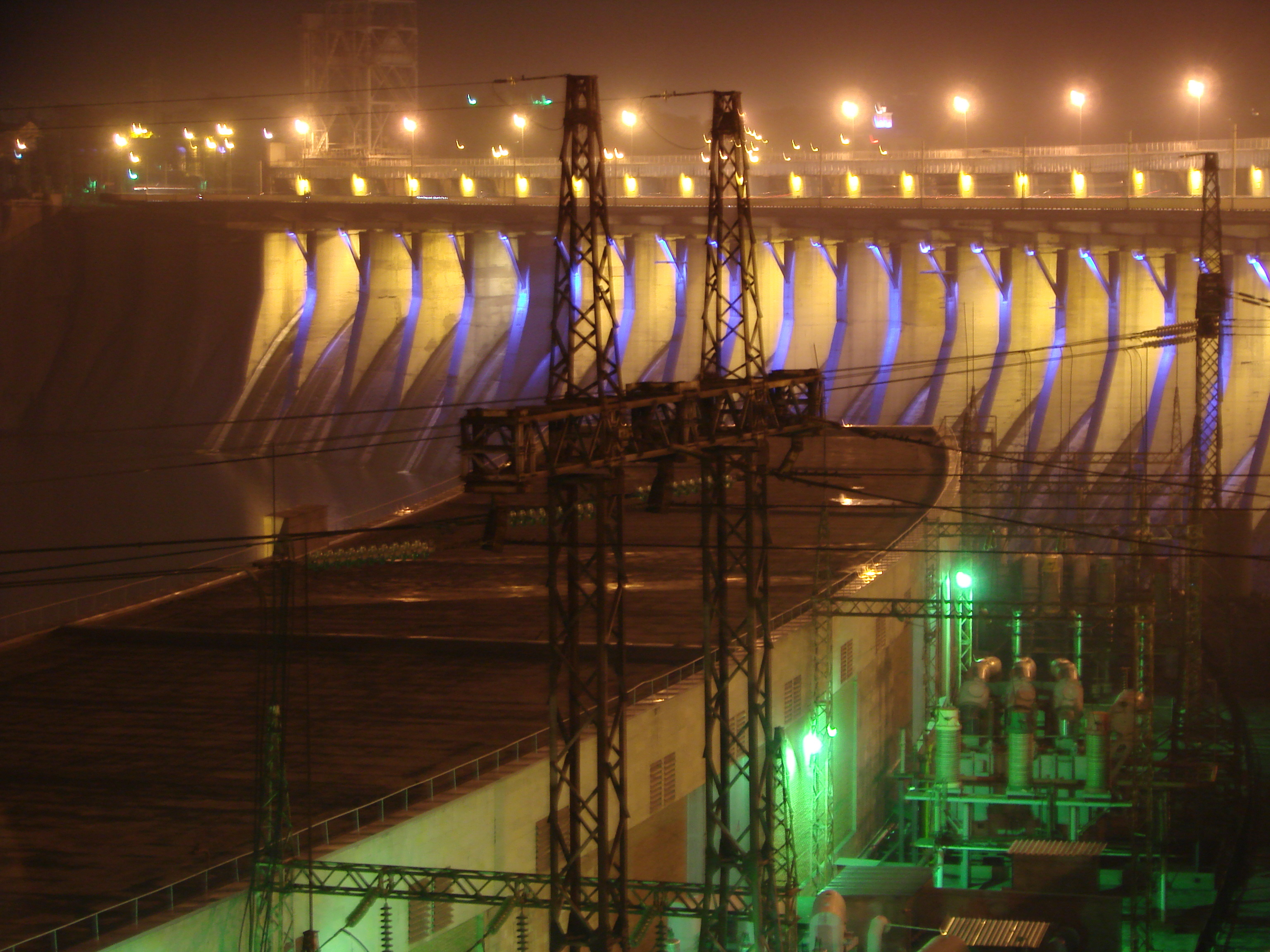
ДніпроГЕС

На реверсі монети у внутрішньому колі зображено греблю та будинок ГЕС-1; у зовнішньому колі — кругові написи: «ДНІПРОГЕС», «70 РОКІВ».

## Автори
- Художник — Іваненко Святослав.
- Скульптор — Іваненко Святослав.

## Вартість монети
Під час введення монети в обіг 2002 року, Національний банк України розповсюджував монету через свої філії за номінальною вартістю — 5 гривень.
Фактична приблизна вартість монети, з роками змінювалася так:
| Рік        | 2010 | 2011 | 2012 | 2013 | 2014 | 2015 | 2016 | 2017 | 2018 | 2019 | 2020 | 2021 | 2022 | 2023  | 2024  | 2025  |
| ---------- | ---- | ---- | ---- | ---- | ---- | ---- | ---- | ---- | ---- | ---- | ---- | ---- | ---- | ----- | ----- | ----- |
| Ціна, грн. | 200  | 200  | 250  | 270  | 320  | 450  | 580  | 670  | 680  | 700  | 700  | 700  | 770  | 1 070 | 2 400 | 2 400 |